# Johanna Hagström
Johanna Hagström, född 27 mars 1998, är en svensk längdskidåkare från Falköping. Hon är yngre syster till landslagsorienteraren Sara Hagström.

## Bakgrund
Hagström började träna skidor i  Falköpings AIK, en klubb hon åkte för ända fram till säsongen 2017/18 då hon bytte till Ulricehamns IF.  Hon deltog flitigt på diverse tävlingar under sin ungdomstid, däribland i Ungdomsvasan där hon intervjuades. Hon gick sedan på skidgymnasiet i Ulricehamn fram till 2018 och började på hösten samma år tävla som senior. Under vinterhalvåren har hon varit bosatt i Falun för att kunna satsa fullt ut på skidsporten.

## Karriär
Efter tre individuella USM-guld togs Hagström ut till den svenska truppen i Olympiska vinterspelen för ungdomar i Lillehammer i Norge, 2016. Hon vann silver i längdskidcross efter segraren Moa Lundgren samt guld i den klassiska sprinten. Hon tog också fjärde  plats på 5 kilometer fristil. Hon blev den bäst presterande svensken under spelen samt bäst presterande kvinnliga längdskidåkare under detta världsungdoms-OS.
Hagström har under juniortiden vunnit flera medaljer i olika valörer på junior-SM. (Och därtill även ett JSM-stafettguld i orientering). 

### 2017/18
Januari 2018 representerade Hagström Sverige vid junior-VM i Goms i Schweiz. Hon fick med sig en femteplats i fristilssprinten, en åttondeplats i 10 kilometer skiathlon samt en bronsmedalj i stafetten.
Vid SM 2018 för seniorer nådde Hagström en fjärdeplats i sprintfinalen före bland andra Charlotte Kalla.

### 2018/19
I skid-SM 2019 tog hon brons i sprint, även detta år med namn som Maja Dahlqvist bakom sig i resultatlistan. Detta resulterade i att Hagström fick chansen att åka i världscupen i Lahtis där hon slog till med en niondeplats i fristilssprinten. Framgångarna fortsatte i februari då hon i Cogne tog världscupkarriärens första pallplats när hon slutade trea i sprinten.   I mars körde hon även världscupsprintarna i Drammen och Falun.
Hagström deltog under säsongen 2018/19 även i Skandinaviska cupen och blev sammanlagd tvåa när cupen avslutades. Hon vann bland annat fristilssprinten i finska Vuokatti i januari och även 5 kilometer klassiskt i lettiska Madona i mars. Hagström representerade också Sverige i U23-VM i Lahtis i Finland i januari. Där blev hon efter två fall sexa i sprinten och sexa i masstarten över 15 kilometer. I Volkswagen cup slutade Hagström på en sammanlagd femteplats.
Hagström nominerades till årets genombrott av Expressens podd Skidsnack, och fick på våren 2019 Johan Olssons och Santander Consumer Banks stipendium ”Framtidens skidlöfte”.  Sommaren 2019 togs hon med i Sveriges olympiska kommittés program ”Topp och talang”. 

### 2019/20
Säsongen 2019/20 inleddes med att Hagström fick ta emot Riksidrottsförbundets elitidrottsstipendium. I november och december togs hon ut till världscuptävlingarna i Ruka och Planica. Bästa resultatet på dessa var en sjundeplats på fristilssprinten i Planica.
Efter en sjukdomsperiod i början av året var Hagström tillbaka i Volkswagen cup i Falun i slutet av januari och vann där sprinten. I världscupsprinten i Falun den 8 februari 2020 blev Hagström prologsegrare och slutade sedan på en niondeplats. Sedan följde Volkswagen cup Minitour i Lycksele där Hagström slutade tvåa. 
I månadsskiftet februari–mars representerade Hagström Sverige i sprint och stafett i U23-VM i Oberwiesenthal. Återigen tog hon hem prologen och fick sedan med sig en silverpeng efter segraren Emma Ribom. I stafetten körde Hagström förstasträckan och växlade som tvåa. Laget slutade sedan på en fjärdeplats. 
Efter dessa framgångar togs hon ut till världscupens sprintminitour i Kanada och USA i mitten av mars, men coronapandemin satte stopp för tävlingarna och säsongen avslutades för skidåkarna. Hagström slutade som totaltvåa i Volkswagen cup när säsongen summerades.

### 2020/21
Vid världscupens klassiska sprint i Falun den 31 januari 2021 vann Hagström prologen och slutade sedan fyra i finalen. 
Vid världscupen i Ulricehamn den 6 februari samma år blev hon tvåa i A-final efter att ha vunnit kvalet, kvartsfinalheatet samt kommit på andra plats i semifinalen. I SM i Borås 2021 blev hon 2:a i sprint och 2:a på 15 km klassisk masstart efter Ebba Andersson. Detta gjorde att hon säkrade plats till VM i Oberstdorf där hon efter att ha vunnit prologen tog en fjärde plats i sprint.  

### 2021/22
Framgångarna i sprint fortsatte när Hagström åter nådde en andraplats i världscuptävlingarna i Ruka efter Maja Dahlqvist. Under Tour de Ski inledde hon med att ta sig till semifinal i sprinten i Lenzerheide och slutade på nyårsdagen tvåa efter Natalja Neprjajeva i Oberstdorf. Detta resulterade i seger i Tor de Skis poängcup ("Sprintcupen"). Trots de goda resultaten fick Hagström i samband med Tour de Ski besked om att hon inte var uttagen till OS i Peking. Vid SM i Piteå 2022 tog hon 5:e plats i klassisk distans 15 km samt SM-silver i fristilssprint efter Jonna Sundling. 

### 2022/23
I säsongspremiären i Bruksvallarna startade Hagström starkt genom att bli tvåa i sprint, samt tvåa på 10 km klassiskt. Detta följdes upp med två världscuppallplatser i sprint: 2:a plats i Ruka och 3:e plats i Davos. Efter julupphållet fortsatte Hagström att tävla i sprint, vilket innebär att säsongen kom att innehålla fyra finalrace och därmed tio topp-10-placeringar i sprint. En tät kamp med Tiril Udnes Weng i sprintvärldscupen om tredjeplatsen renderade slutligen i en total 4:e plats. Vid säsongens utgång noteras hittills totalt 49 starter i världscupen för Johanna.  

## Resultat

### Världscupen

#### Individuella pallplatser
Hagström har åtta individuella pallplatser i världscupen: en seger, fem andraplatser och två tredjeplatser.
| Säsong  | Datum            | Plats       | Disciplin  | Placering |
| ------- | ---------------- | ----------- | ---------- | --------- |
| 2018/19 | 16 februari 2019 | Cogne       | Sprint (F) | 3:a       |
| 2020/21 | 6 februari 2021  | Ulricehamn  | Sprint (F) | 2:a       |
| 2021/22 | 26 november 2021 | Ruka        | Sprint (K) | 2:a       |
| 2021/22 | 1 januari 2022   | Oberstdorf  | Sprint (K) | 2:a       |
| 2022/23 | 25 november 2022 | Ruka        | Sprint (K) | 2:a       |
| 2022/23 | 17 december 2022 | Davos       | Sprint (K) | 3:a       |
| 2024/25 | 30 november 2024 | Ruka        | Sprint (K) | 1:a       |
| 2024/25 | 7 december 2024  | Lillehammer | Sprint (F) | 2:a       |

#### Pallplatser i lag
I lag har Hagström två pallplatser i världscupen: två andraplatser.
| Säsong  | Datum           | Plats | Disciplin         | Placering | Lagkamrat(er)  |
| ------- | --------------- | ----- | ----------------- | --------- | -------------- |
| 2024/25 | 31 januari 2025 | Cogne | Sprintstafett (K) | 2:a       | Maja Dahlqvist |
| 2024/25 | 22 mars 2025    | Lahti | Sprintstafett (F) | 2:a       | Maja Dahlqvist |

### Ställning i världscupen
| Säsong  | Discipliner | Discipliner | Discipliner | Discipliner | Discipliner | Discipliner | Tourer      | Tourer      | Tourer    | Tourer |
| Säsong  | Totalt      | Totalt      | Distans     | Distans     | Sprint      | Sprint      | Nord. öppn. | Tour de Ski | VC- avsl. |        |
| Säsong  | Poäng       | Plac.       | Poäng       | Plac.       | Poäng       | Plac.       | Nord. öppn. | Tour de Ski | VC- avsl. |        |
| ------- | ----------- | ----------- | ----------- | ----------- | ----------- | ----------- | ----------- | ----------- | --------- | ------ |
| 2018/19 | 107         | 55:a        | 0           | –           | 107         | 29          | –           | –           | –         |        |
| 2019/20 | 78          | 51:a        | 0           | –           | 78          | 28          | 58:a        | –           | i.u.      |        |
| 2020/21 | 145         | 36:a        | 15          | 60          | 130         | 13          | –           | –           |           |        |
| 2021/22 | 327         | 19          | -           | -           | 322         | 6           |             |             |           |        |
| 2022/23 | 887         | 18          | 93          | 58          | 794         | 4           |             |             |           |        |
| 2023/24 | 735         | 30          | 105         | 17          | 718         | 8           |             |             |           |        |

### Världsmästerskap
| Tävling         | 10 km | Skiathlon | 30 km | Sprint | Stafett | Lagsprint |
| --------------- | ----- | --------- | ----- | ------ | ------- | --------- |
| Oberstdorf 2021 | —     | –         | —     | 4:e    | —       | —         |
| Planica 2023    | –     | –         | –     | 10:e   | —       | —         |